# Россетти, Карло
Карло Россетти (итал. Carlo Rossetti; 1614, Феррара, Папская область — 23 ноября 1681, Фаэнца, Папская область) — итальянский куриальный кардинал. Титулярный архиепископ Тарсуса с 16 сентября 1641 по 4 мая 1643. Епископ-архиепископ Фаэнцы c 4 мая 1643 по 23 ноября 1681. Камерленго Священной Коллегии кардиналов c 12 января 1654 по 10 января 1656. Вице-декан Священной Коллегии Кардиналов с 8 января 1680 по 23 ноября 1681. Кардинал-дьякон с 13 июля 1643, с титулярной диаконией Сан-Чезарео-ин-Палатио с 28 ноября 1644 по 18 августа 1653. Кардинал-священник с титулом церкви Санта-Мария-ин-Виа с 18 августа 1653 по 9 марта 1654. Кардинал-священник с титулом церкви Сан-Сильвестро-ин-Капите с 9 марта 1654 по 14 ноября 1672. Кардинал-священник с титулом церкви Сан-Лоренцо-ин-Лучина с 14 ноября 1672 по 19 октября 1676. Кардинал-протопресвитер с 14 ноября 1672 по 19 октября 1676. Кардинал-епископ Фраскати с 19 октября 1676 по 8 января 1680. Кардинал-епископ Порто и Санта Руфина с 8 января 1680 по 23 ноября 1681.